# Домашняя беспроигрышная серия сборной Англии по футболу
Домашняя беспроигрышная серия сборной Англии по футболу — ряд матчей (как правило, ежегодных), которые проводила английская сборная со специально приглашенными европейскими топ-сборными в 1920—1950-х годах.

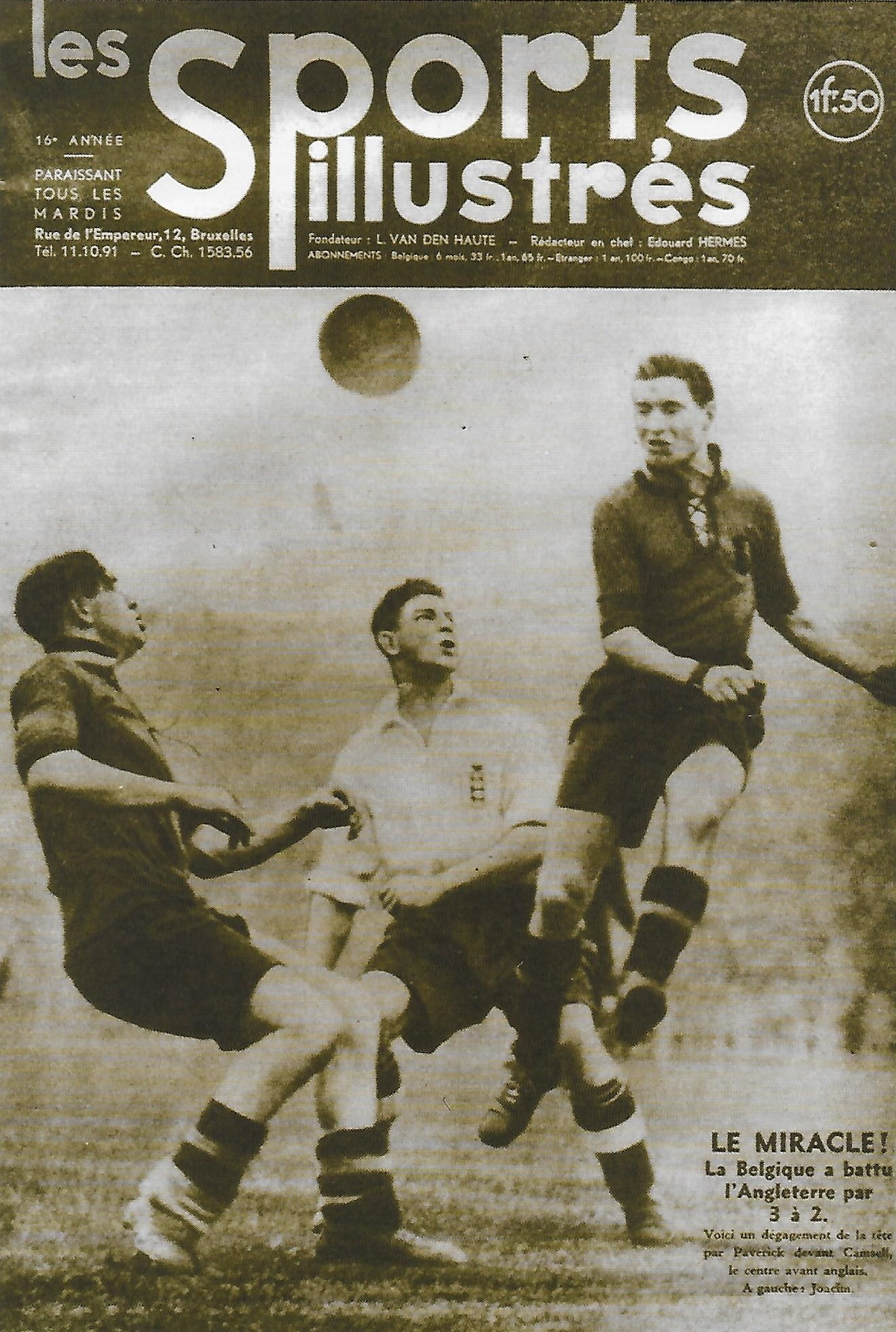

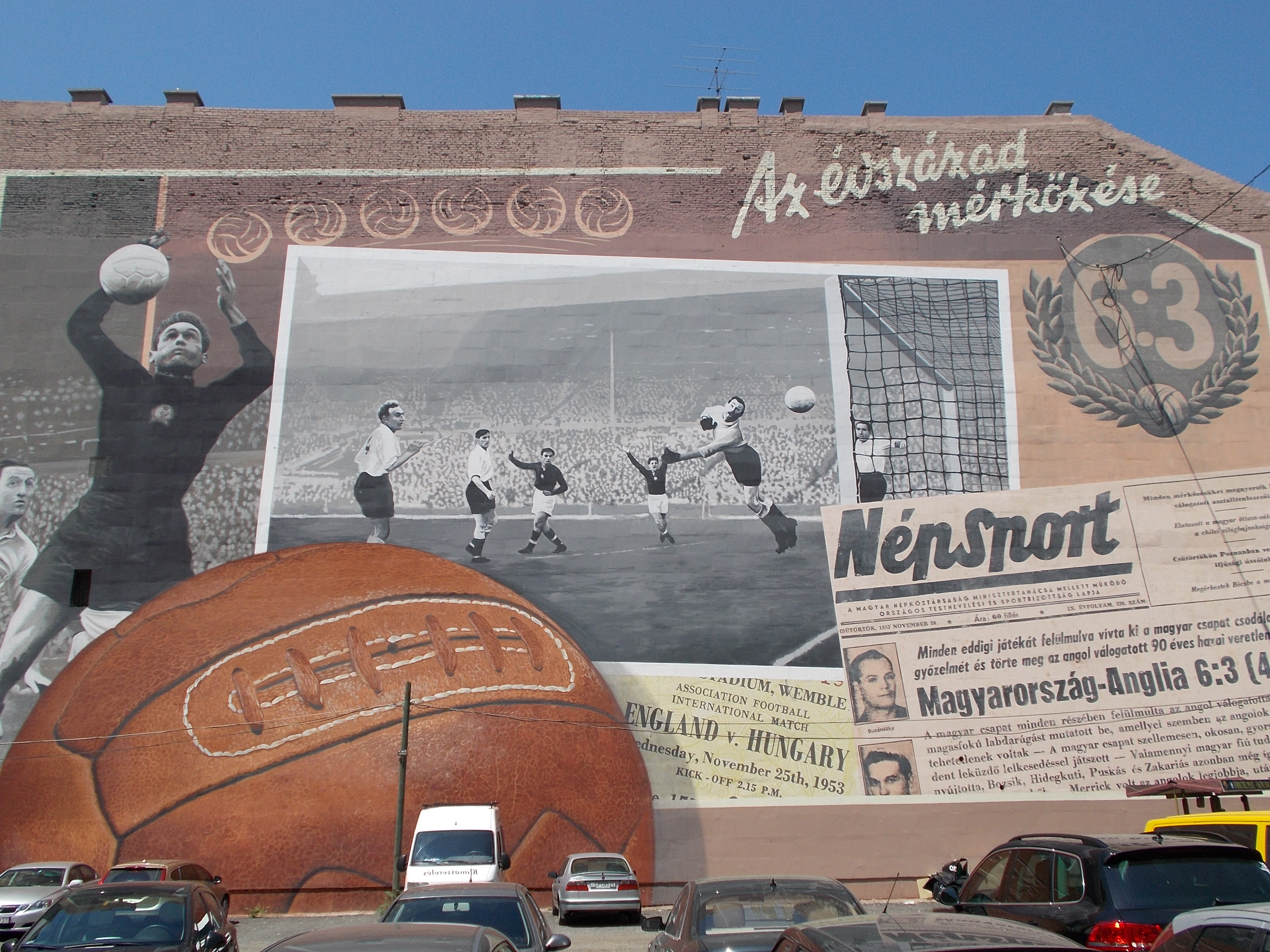

Традиция проведения таких матчей возникла в период между мировыми войнами, когда футбольные ассоциации Великобритании вышли из ФИФА и не участвовали в проводимых в те времена топ-турнирах (чемпионатах мира и олимпийских футбольных турнирах), но, тем не менее, обладали значимым авторитетом в футбольном мире. Регулярными домашними победами над сильнейшими сборными с континента англичане поддерживали свое реноме. Сборная Англии не проигрывала в таких матчах с момента начала их проведения в 1923 году на протяжении тридцати лет, встретившись за этот период со всеми европейскими сборными, когда-либо выигрывавшими звание чемпиона мира или игравшими в финале.
Даже после утраты былого величия после Второй мировой войны, когда сборная Англии стала на какое-то время заурядной по европейским меркам командой (неудачно выступив на ряде чемпионатов мира), эти матчи все равно вызывали повышенный интерес: победа над англичанами в гостях была своеобразной идеей-фикс не одного поколения европейских футболистов.
Лишь в 1953 году, в 24-й по счету встрече, великолепная венгерская «Араньчапат», одна из сильнейших сборных в истории мирового футбола, сумела убедительно обыграть англичан на их поле в «матче столетия», прервав данную серию.

## Предыстория

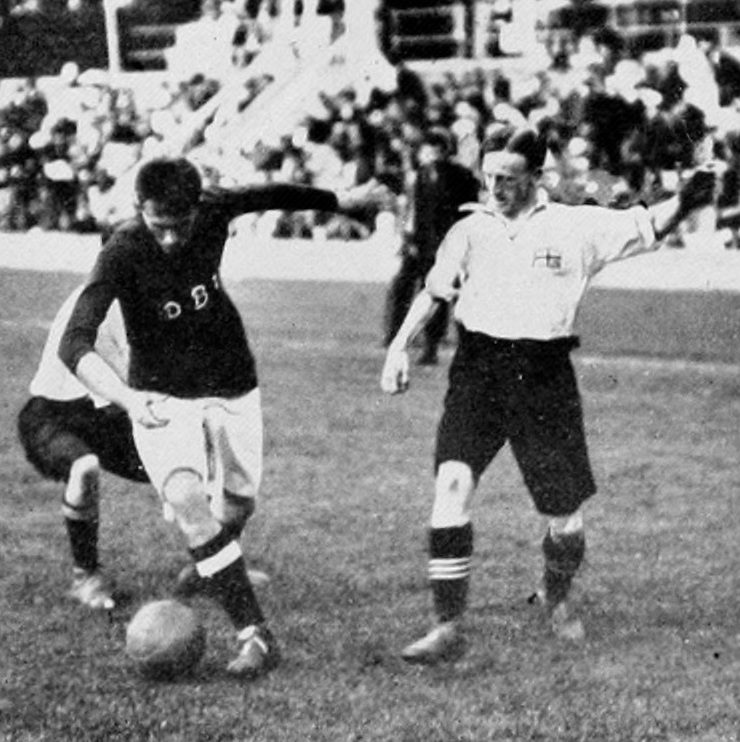
1912 Стокгольм. Финал Олимпиады. Англия — Дания

К моменту выхода континентального европейского футбола на более-менее организованный уровень на рубеже XIX-XX веков британский (и, в первую очередь, английский) футбол находился на несравненно более высоком уровне, имея к тому времени уже давно проводившиеся чемпионат и кубок, профессиональных игроков и ежегодные соревнования для сборных команд. Встречи британских команд с европейскими выглядели в это время как «избиение младенцев»: так, любительский клуб «Аптон Парк» был победителем олимпийского футбольного турнира 1900 года, другой малоизвестный даже на родине любительский английский клуб «Вест Окленд» дважды в 1909 и 1911 годах выигрывал «Трофей Липтона», задуманный как соревнование сильнейших европейских клубов; наконец, любительский клуб «Нозен Номадс» выиграл представительный для тех времен турнир ЭКСПО-1910 в Брюсселе. Случавшиеся время от времени поражения британских клубов во многочисленных турах по всему миру выглядели не больше, чем недоразумением.
Английская любительская сборная, представлявшая интересы страны на мировой арене, также громила оппонентов, уверенно победив на олимпийском турнире 1908 года. Однако ближе к началу Первой мировой войны лучшие европейские сборные начали создавать ей серьезную конкуренцию: в 1910 году бельгийцы впервые сыграли вничью, а 5 мая 1910 года сборная Дании в Копенгагене впервые сумела одержать победу 2:1.

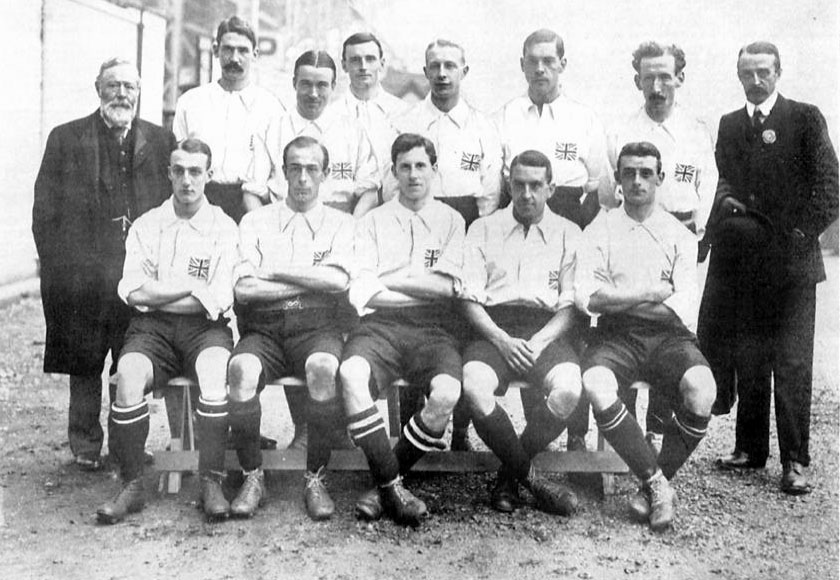
Лондон 1908. Английская любительская сборная на Олимпиаде

После этих сравнительных неудач и было принято решение впервые пригласить эти сборные в Англию для проведения реванша: 4 апреля 1911 была обыграна Бельгия (4:1), а 21 октября того же года — и Дания (3:0).
В дальнейшем и другие команды своей игрой удостаивались чести быть приглашенными на Туманный Альбион: так, венгерский «Ференцварош», сумевший в 1911 обыграть гастролировавших по Европе под названием «Уондерерс» английских любителей 3:0, был спустя год обыгран 4:1 в Лондоне любительской сборной под тем же названием во главе со знаменитым Вивом Вудвордом.
Тем не менее уровень континентальных команд все более повышался и чисто любительская английская сборная преуспевала в матчах с ними все меньше. После явного провала на Олимпиаде 1920 года стало понятна ее неконкурентоспособность, и за дело теперь взялись профессионалы: 21 мая 1921 года в Брюсселе был обыгран олимпийский чемпион — сборная Бельгии. В дальнейшем бельгийцы были приглашены и в Англию, где также были разгромлены 6:1.
Но регулярную основу такие матчи получили в начале 1930-х годов, после первого поражения профессиональной сборной Англии от континентальной команды. Это случилось 15 мая 1929 года в Мадриде (3:4). Английская футбольная общественность «требовала крови» испанцев, что было сполна удовлетворено 9 декабря 1931 года на «Хайбери» (7:1). После этого ежегодно (с перерывом только во время Второй мировой войны) Англию посещали европейские топ-сборные — либо удачно сыгравшие до этого с англичанами дома, либо выигравшие какой-либо титул; приглашалась также сборная «остального мира» (фактически, сборная Европы).

## Матчи

### Довоенный период (1923—1938)

#### 1923 Бельгия
В первом домашнем матче с континентальной командой соперником англичан был действующий олимпийский чемпион — сборная Бельгии — с 6 «олимпиониками» в составе. Сборная Англии не испытала никаких проблем, разгромив соперников 6:1.
| Англия                                                            | 6:1     | Бельгия       |
| ----------------------------------------------------------------- | ------- | ------------- |
| - Хеган 10′ 35′ - Чамберс 55′ - Мерсер 59′ - Сид 60′ - Буллок 70′ | (отчёт) | - Фламинк 16′ |

| Англия: Тед Тейлор - Лонгуорт, Уадсуорт - Ф.Кин, Дж.Уилсон , Бромилоу - Мерсер, Сид, Буллок, Чамберс, Хеган Бельгия: Де Би - Швартебрукс , Фербейк - Фиренс, Ванхальме, Шелстрате - Бессемс, Фламинк, Ларно, Гиллис, Бастин |

#### 1924 Бельгия
Спустя полтора года Бельгия (к тому времени уже утратившая свой титул) была крупно обыграна вновь. Некоторое утешение бельгийцам принес лишь вратарь Жан Де Би, отразивший в начале игры пенальти.
| Англия                                          | 4:0     | Бельгия |
| ----------------------------------------------- | ------- | ------- |
| - Бредфорд 17′ 61′ - Б.Уокер ~15'(пен.) 60′ 66′ | (отчёт) |         |

| Англия: Харди - Ашерст, Боуэр - Мэги, Батлер, Ивер - Осборн, Ф.Робертс, Бредфорд, Б.Уокер, Доррелл Бельгия: Де Би - Швартебрукс , Бас - Кнудде, Аугустус, П.Брэйн - Дрис, Гиллис, Адамс, Гриммонпре, Бастин |

#### 1931 Испания

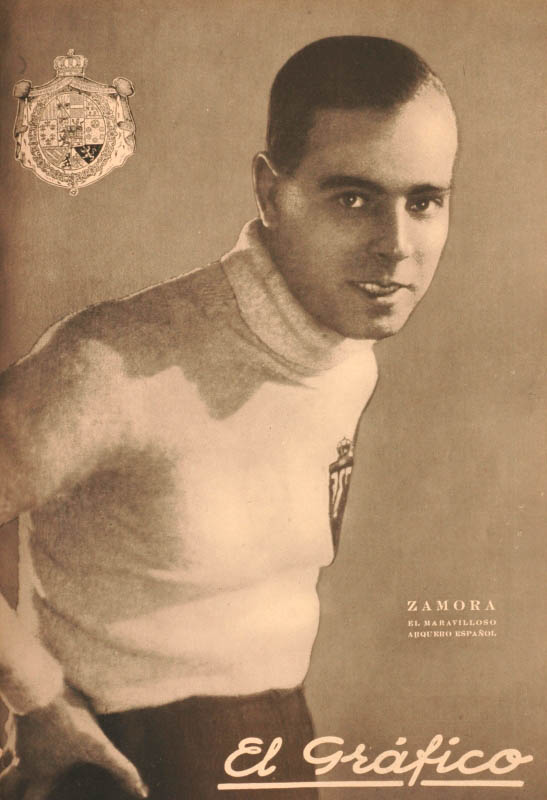
Рикардо Замора

Англичане сполна реабилитировались после поражения двухгодичной давности в Мадриде, буквально смяв испанскую защиту во главе с легендарным Рикардо Заморой. Эксцентричный Дикси Дин поставил на кон свой гонорар за международный матч в размере 6 фунтов стерлингов на то, что англичане забьют Заморе не меньше пяти мячей. Перед началом игры он обратился к оркестру на стадионе с такими словами: «Сыграйте пожалуйста что-нибудь испанское. Пусть они немного порадуются, ведь во время матча им будет не до смеха».
Английская пресса ликовала:
«И где же теперь эти горе-специалисты, которые рассказывали нам, что «Фурия Роха» очень серьезная команда, которая может обыграть нас даже в Лондоне. Испанцы на протяжении всего матча только били наших футболистов. Наверное, это и есть та виртуозная техника, о которой писали европейские эксперты. Однако еще больше ошиблись те, кто называл Замору лучшим вратарем мира. Это просто смешно. С 4-мя или 5-ю мячами, которые он сегодня пропустил, большинство наших вратарей молодежных команд справились бы одной левой»Daily Mirror
На послематчевом банкете Дин был неприятно поражен, когда переводчик передал ему слова Заморы о том, что в Испании никто не осведомлен о его рекордах: «… в Мадриде ты — никто…» и попросил передать в ответ: «… а ты никто здесь…»(в другом варианте: «… а ты теперь никто везде…»).
| Англия                                                          | 7:1     | Испания         |
| --------------------------------------------------------------- | ------- | --------------- |
| - Джек Смит 2′ 38′ - Т.Джонсон 8′ 76′ - Крукс 47′ 80′ - Дин 68′ | (отчёт) | - Горостица 87′ |

| Англия: Хиббс - Т.Купер, Бленкинсэп - Стрэйндж, Джи, О.Кэмпбелл - Крукс, Джек Смит, Дин, Т.Джонсон, Риммер Испания: Замора - Забало, Кинкосес - Силауррен, Гамборена, Этчеваррия - Вентольра, Леонсито, Самитьер, Иларио, Горостица |

#### 1932 Австрия
Следующим соперником англичан стала знаменитая «Вундертим» — действующий обладатель Кубка Центральной Европы 1932 года.
В матче, состоявшийся в Лондоне на «Стэмфорд Бридж» 7 декабря 1932 года, англичане, используя против технически и тактически не менее, а может, и более искушенного соперника быструю «вертикальную» игру с длинными продольными передачами в свободную зону, сумели получить в начале игры задел в два мяча, который позднее удалось сохранить, не смотря на существенное преимущество австрийцев по ходу большей части игры.
После матча английская пресса отмечала техническое и тактическое превосходство австрийских футболистов, их индивидуальные и командные достоинства. Англичане, по мнению прессы, сумели победить лишь за счет жесткой самоотверженности и напора («триумф телесности над утонченностью»). Тем не менее, счет матча не располагал к требованию решительных реформ в английском футболе.
| Англия                                       | 4:3     | Австрия                        |
| -------------------------------------------- | ------- | ------------------------------ |
| - Хэмпсон 5′ 27′ - Э.Хоугтон 77′ - Крукс 82′ | (отчёт) | - 51′ 87′ Цишек - 80′ Синделар |

| Англия: Хиббс - Р.Гудолл, Бленкинсэп - Стрэйндж, Э.Харт, Э.Кин - Крукс, Джек, Хэмпсон, Б.Уокер , Э.Хоугтон Австрия: Хиден - Райнер , Сеста - Галль, Смистик, Науш - Цишек, Гшвайдль, Синделар, Шалль, Фогль |

#### 1933 Франция
В следующем матче англичане взяли реванш у крупно обыгравших их двумя годами ранее французов (2:5).
| Англия                                       | 4:1     | Франция      |
| -------------------------------------------- | ------- | ------------ |
| - Кэмселл 12′ 41′ - Брук 21′ - Гросвенор 53′ | (отчёт) | - 78′ Вейнан |

| Англия: Хиббс - Р.Гудолл , Фаехерст - Стрэйндж, Роув, Коппинг - Крукс, Гросвенор, Кэмселл, Холл, Брук Франция: Дефоссе - Вандорен, Маттле - Дельмер, Банид, Дельфур - Куртуа, Жерар, Ж.Николя, Рио, Вейнан |

#### 1934 Италия
Англичане впервые встретились с действующим чемпионом мира. В обоюдной острой и жесткой, даже грубой игре, англичане вновь, как и в матче двумя годами ранее с австрийцами, сумели получить заметное преимущество в начале игры (при этом уже на второй минуте была сломана нога у ключевого игрока обороны Луиса Монти, что стоило итальянцам трех мячей в последующие двенадцать минут) и удержать его, не смотря на заметное преимущество итальянцев. Джузеппе Меацца своими двумя голами во втором тайме лишь сократил счет до минимума.
По воспоминаниям Стенли Мэтьюза, это был самый жестокий матч в его карьере: четверо англичан получили серьезные травмы.
| Англия                             | 3:2     | Италия           |
| ---------------------------------- | ------- | ---------------- |
| - Брук 1'(пен.) 9′ 12′ - Дрейк 14′ | (отчёт) | - 59′ 62′ Меацца |

| Англия: Мосс - Мейл, Хэпгуд - Бриттон, Баркер, Коппинг - Мэтьюз, Боуден, Дрейк, Бастин, Брук · Италия: Черезоли - Монцельо, Аллеманди - А.Феррарис, Монти 17', Бертолини - Гуайта, Серантони, Меацца, Феррари, Орси |

#### 1935 Германия
Англичане уверенно обыграли третьего призера чемпионата мира. Визит посланцев Третьего Рейха носил, скорее, политический характер и являлся частью попыток нормализации отношений между Англией и нацистской Германией в тот период. Немецкие футболисты находились под постоянной охраной полицейских из Скотланд-Ярда. В целом, не смотря на все опасения, матч (и весь визит) прошел достаточно корректно; английская пресса отметила лишь отсутствие интриги в матче, хотя и подчеркнула, что «… для любителей немцы играли совсем неплохо» (в те времена немецкий футбол был любительским).
| Англия                         | 3:0     | Германия |
| ------------------------------ | ------- | -------- |
| - Кэмселл 42′ 66′ - Бастин 69′ | (отчёт) |          |

| Англия: Хиббс - Мейл, Хэпгуд - Крэйстон, Баркер, Брэй - Мэтьюз, Картер, Кэмселл, Вествуд, Бастин Германия: Якоб - Харингер, Мюнценберг - Янес, Гольдбрюннер, Грамлих - Ленер, Зепан , Хоманн, Расселнберг, Фат |

#### 1936 Венгрия
Венгры были призваны вернуть долг после победы над англичанами в Будапеште 10 мая 1934 года (1:2). Англичане выиграли довольно крупно, хотя пресса указывала на везение и усталость соперника под конец игры на непривычно тяжелом поле; в целом игра венгров была признана весьма достойной. Тем не менее, знаменитый Дьердь Шароши, игравший в этом матче на позиции центрхава, хоть и активно участвовал в организации атак, вовсе не преуспел в сдерживании опекаемого им центрфорварда Теда Дрейка, отметившегося хет-триком.
| Англия                                                    | 6:2     | Венгрия               |
| --------------------------------------------------------- | ------- | --------------------- |
| - Брук 25′ - Дрейк 35′ 42′ 65′ - Бриттон 52′ - Картер 87′ | (отчёт) | - 26′ Чех - 50′ Винце |

| Англия: Твиди - Мейл , Кэтлин - Бриттон, А.Янг, Э.Кин - Крукс, Бауден, Дрейк, Картер, Брук Венгрия: А.Сабо - Ваго, Биро - Лазар, Д.Шароши , Дудаш - Шаш, Винце, Женгеллер, Чех, Титкош |

#### 1937 Чехословакия

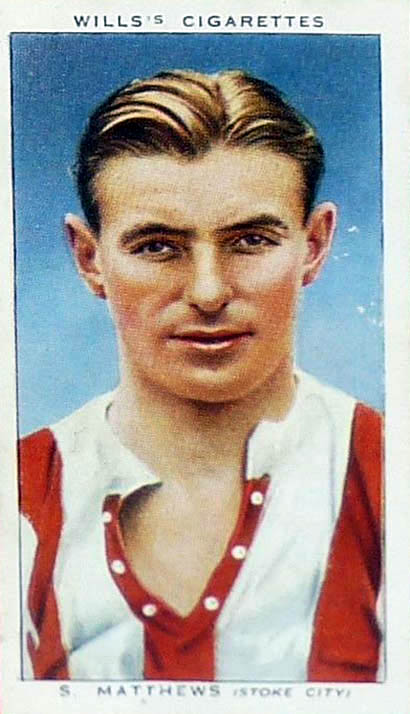
Мэтьюз

Теперь был призван к ответу другой должник из неудачливого английского турне мая 1934 года — сборная Чехословакии, действующий серебряный призер чемпионата мира, также обыгравшая тогда англичан в Праге спустя неделю после венгерской сборной. Увлекательный, результативный и захватывающий матч, в котором чехи все время уступали, но не сдались и сумели отыграть два мяча и все-таки догнать англичан за четверть часа до конца игры после гола Олдржиха Неедлы, стал бенефисом Стэнли Мэтьюза, тонко перехитрившего вратаря Планичку и забившего «нерабочей» левой ногой победный и последний из своих трех голов в этом матче за пять минут до конца.
| Англия                                              | 5:4     | Чехословакия                             |
| --------------------------------------------------- | ------- | ---------------------------------------- |
| - Крэйстон 11′ - Дж.Мортон 20′ - Мэтьюз 30′ 55′ 85′ | (отчёт) | - 13′ Пуч - 44′ 76′ Неедлы - 58′ Й.Земан |

| Англия: Вудли - Спростон, Баркаш - Крэйстон 2Т, Куллис, Коппинг - Мэтьюз, Холл, Дж.Миллз, Гулден, Дж.Мортон · Чехословакия: Планичка - Коштялек, Даучик - Водичка, Боучек, Кольски - Ржига, Клоз, Й.Земан, Неедлы, Пуч |

#### 1938 Европа
Матч со сборной командой Европы был приурочен к 75-летию Футбольной ассоциации Англии. «Однодневные» сборные, пусть и собранные из великих игроков, практически всегда не имели шансов против сыгранного целеустремленного соперника, что в очередной раз было доказано англичанами в этом матче. От большего разгрома континентальную команду спас прекрасно игравший вратарь Оливьери.
| Англия                               | 3:0     | Европа |
| ------------------------------------ | ------- | ------ |
| - Холл 21′ - Лоутон 28′ - Гулден 73′ | (отчёт) |        |

| Англия: Вудли - Спростон, Хэпгуд - Виллингхэм, Куллис, Коппинг - Мэтьюз, Холл, Лоутон, Гулден, Бойес Европа: Оливьери - Фони, Рава - Купфер, Андреоло, Китцингер - Астон, Р.Брэйн , Пиола, Женгеллер, Брустад |

#### 1938 Норвегия
Норвегия стала бронзовым призером на олимпиаде в Берлине и запомнилась на недавнем чемпионате мира, оба раза проиграв в овертайме итальянцам, и была одной из ведущих континентальных сборных в то время. Тем не менее, этого оказалось недостаточно, чтобы оказать существенное сопротивление англичанам 9 ноября 1938 года на «Сент-Джеймс Парке» в Ньюкасле.
| Англия                                   | 4:0     | Норвегия |
| ---------------------------------------- | ------- | -------- |
| - Р.Смит 18′ 40′ - Дикс 25′ - Лоутон 36′ | (отчёт) |          |

| Англия: Вудли - Спростон, Хэпгуд - Виллингхэм, Куллис, Д.Райт - Мэтьюз, Брум, Лоутон, Дикс, Р.Смит Норвегия: Йохансен - Л.Мартинсен, Хольмсен - Хенриксен, Н.Эриксен , Хольмберг - Брюнильдсен, Кваммен, А.Мартинсен, Исаксен, Брустад |

### Послевоенный период (1946—1953)

#### 1946 Нидерланды
На празднование юбилея Футбольной Ассоциации Западного райдинга графства Йоркшир, к которому, в частности, относится известный английский футбольный центр — город Хаддерсфилд, была приглашена не самая сильная в те времена сборная Нидерландов, разгромленная англичанами 8:2.
| Англия                                                                                  | 8:2     | Нидерланды                 |
| --------------------------------------------------------------------------------------- | ------- | -------------------------- |
| - Лоутон 23′ 26′ 34′ 77′ - Картер 31′ 74′ - Мэннион 32′ - Хардвик 43'(пен.) - Финни 44′ | (отчёт) | - 37′ Бергман - 87′ К.Смит |

| Англия: Свифт - Л.Скотт, Хардвик - Б.Райт, Франклин, Г.Джонстон - Финни, Картер, Лоутон, Мэннион, Лэнгтон Нидерланды: Крак - Потхарст, Х.ван дер Линден - Бас Пауэ , Фермиер, де Фрут - Дрегер, Вилкес, Росен, К.Смит, Бергман |

#### 1947 Франция
Следующим был уверенно обыгран традиционный континентальный соперник англичан — сборная Франции.
| Англия                                 | 3:0     | Франция |
| -------------------------------------- | ------- | ------- |
| - Финни 51′ - Мэннион 64′ - Картер 77′ | (отчёт) |         |

| Англия: Свифт - Л.Скотт, Хардвик - Б.Райт, Франклин, Э.Лоу - Финни, Картер, Лоутон, Мэннион, Лэнгтон · Франция: Дарюи - Святек, Марш - Квиссар, Грегуа , Пруфф - Васт, Эссерер , Бонджорни, Темповски, Лешантр |

#### 1947 Швеция
Удачное турне по Англии осенью 1946 года шведской команды «Норрчепинг», составлявшей основу национальной сборной (в четырех матчах три победы и ничья — это турне было признано даже более удачным, чем турне московского «Динамо» годом ранее) привело к приглашению на «Хайбери» сборной Швеции. В составе скандинавов играли десять будущих олимпийских чемпионов, в том числе знаменитое трио Гре-Но-Ли (Гуннар Грен — Гуннар Нордаль — Нильс Лидхольм). Команда Англии доминировала большую часть игры, но ближе к концу матча начала сдавать физически, что позволило сопернику приблизиться вплотную. Однако в самом конце Стэн Мортенсен прошел с мячом полполя и ударом с левой ноги оформил хет-трик.
| Англия                                      | 4:2     | Швеция                            |
| ------------------------------------------- | ------- | --------------------------------- |
| - Мортенсен 12′ 26′ 88′ - Лоутон 20′ (пен.) | (отчёт) | - 21′ Г.Нордаль - 68′ (пен.) Грен |

| Англия: Свифт - Л.Скотт, Хардвик - Ф.Тейлор, Франклин, Б.Райт - Финни, Мортенсен, Лоутон, Мэннион, Лэнгтон Швеция: Линдберг - К.Нордаль, Э.Нильссон - С.Андерссон, Б.Нордаль, Эмануэльссон - Мартенссон, Грен, Г.Нордаль, Лидхольм, С.Нильссон |

#### 1948 Швейцария
Швейцария была призвана ответить за поражение 0:1 в Цюрихе 18 мая 1947. Реванш удался на славу — 6:0.
| Англия                                                          | 6:0     | Швейцария |
| --------------------------------------------------------------- | ------- | --------- |
| - Джек Хейнс 5′ 36′ - Хэнкокс 25′ 65′ - Роули 55′ - Милберн 66′ | (отчёт) |           |

| Англия: Дитчберн - Рамсей, Дж.Астон - Б.Райт , Франклин, Кокберн - Мэтьюз, Роули, Милберн, Джек Хейнс, Хэнкокс Швейцария: Корроди - Гигер, Боке - Ланц, Эггиманн, Лузенти - Биккель, Амадо , Тамини, Бадер, Фаттон |

#### 1949 Италия
В качестве реабилитации за поражение 21 сентября дома от Ирландии 0:2 (футбольная сборная Ирландии (по аналогии с Северной Ирландией) с некоторой натяжкой считалась практически «домашней нацией», и поражение от нее не нарушало, по мнению англичан, традиции успеха против континентальных сборных) через два месяца был приглашен действующий чемпион мира — сборная Италии. Пресса отмечала существенный перевес гостей; удачу англичанам принесла уверенная игра вратаря Берта Уильямса и неудачная — его визави Джузеппе Моро, необъяснимым образом пропустившего мяч после удара Билли Райта с сорока ярдов.
| Англия                   | 2:0     | Италия |
| ------------------------ | ------- | ------ |
| - Роули 76′ - Б.Райт 81′ | (отчёт) |        |

| Англия: Уильямс - Рамсей, Дж.Астон - В.Уотсон, Франклин, Б.Райт - Финни, Мортенсен, Роули, Пирсон, Дж.Фроггатт Италия: Моро - Бертуччелли, Джованнини - Анновацци, Парола, Пичинини - Бониперти, Лоренци, Амадеи, Мартино, Карапеллезе |

#### 1950 Югославия
Весьма сильная в те времена сборная Югославии стала первой континентальной командой, не проигравшей англичанам на их поле. Проводивший первый международный матч Нэт Лофтхаус отметился «дублем» в первом тайме, однако после перерыва спокойное, казалось бы, течение матча было взорвано югославами, сумевшими перехватить инициативу и сравнять счет. В дальнейшем англичане пытались вырвать победу, но ряд сэйвов прекрасно игравшего вратаря Владимира Беары не позволил это сделать.
| Англия             | 2:2     | Югославия                            |
| ------------------ | ------- | ------------------------------------ |
| - Лофтхаус 29′ 34′ | (отчёт) | - 41′ (авт.) Комптон - 78′ Живанович |

| Англия: Уильямс - Рамсей , Экерсли - В.Уотсон, Комптон, Диккинсон - Хэнкокс, Мэннион, Лофтхаус, Бейли, Л.Мэйдли Югославия: Беара - Б.Станкович, Чолич - Зл.Чайковски, И.Хорват, П.Джаич - Огнянов, Митич , Живанович, Бобек, Вукас |

#### 1951 Аргентина, Португалия, Франция
Эти матчи были приурочены к «Фестивалю Британии». Победой над Аргентиной (очень непростой) и Португалией англичане расширили географию своих побед; сборная же Франции стала второй сборной, сумевшей избежать поражения.
| Англия                        | 2:1     | Аргентина  |
| ----------------------------- | ------- | ---------- |
| - Мортенсен 80′ - Милберн 86′ | (отчёт) | - 18′ Бойе |

| Англия: Уильямс - Рамсей, Экерсли - Б.Райт , Дж.Тейлор, Кокберн - Финни, Мортенсен, Милберн, Хассалл, Меткалф Аргентина: Руджило - Кольман (35' Аллегри), Филгуейрас - Яконо, Фаина, Пеския - Бойе, Мендес, Браво, Лабруна, Лоустау |

| Англия                                                    | 5:2     | Португалия                 |
| --------------------------------------------------------- | ------- | -------------------------- |
| - Николсон 1′ - Милберн 11′ 78′ - Финни 75′ - Хассалл 85′ | (отчёт) | - 2′ Паталину - 63′ Албану |

| Англия: Уильямс - Рамсей , Экерсли - Николсон, Дж.Тейлор, Кокберн - Финни, Пирсон, Милберн, Хассалл, Меткалф Португалия: Эрнесту - Виргилиу, Серафим - Канариу, Феликс, Франсишку Феррейра - Паталину (36' Мартинью), Травасош, Бен Давид, Кайаду, Албану |

.
| Англия                          | 2:2     | Франция                   |
| ------------------------------- | ------- | ------------------------- |
| - Фиру 4′ (авт.) - Л.Мэйдли 32′ | (отчёт) | - 18′ Дойе - 19′ Альпштег |

| Англия: Уильямс - Рамсей, Уиллис - Б.Райт , Чилтон, Кокберн - Финни, Мэннион, Милберн, Хассалл, Л.Мэйдли Франция: Виньяль - Грильон, Салва - Фиру, Жонке, Бонифаци - Альпстег, Баратт , Грюмельон, Фламон, Дойе |

#### 1951 Австрия
Все еще весьма авторитетная в те годы сборная Австрии в упорном матче сыграла вничью. Австрийцы выглядели лучше оппонентов, но игра сложилась так, что спасать матч пришлось им: лишь за две минуты до конца Эрнст Стояспал с пенальти сравнял счет.
| Англия                             | 2:2     | Австрия                              |
| ---------------------------------- | ------- | ------------------------------------ |
| - Рамсей 65′ (пен.) - Лофтхаус 76′ | (отчёт) | - 47′ Мельхиор - 88′ (пен.) Стояспал |

| Англия: Меррик - Рамсей, Экерсли - Б.Райт , Дж.Фроггатт, Дикинсон - Милтон, Бродис, Лофтхаус, Бейли, Л.Мэйдли Австрия: В.Земан - Рекль, Хаппель - Ханаппи, Оцвирк, Бринек - Мельхиор, Гернхардт , Хубер, Стояспал, А.Кернер |

#### 1952 Бельгия
Бельгийцы и в очередной встрече не поставили перед англичанами каких-либо серьезных задач. Однако в матче группового этапа через два года на чемпионате мира в Швейцарии они будут отчаянно бороться и добьются сверхрезультативной ничьей.
| Англия                                               | 5:0     | Бельгия |
| ---------------------------------------------------- | ------- | ------- |
| - Эллиотт 3′ 51′ - Лофтхаус 37′ 85′ - Р.Фроггатт 60′ | (отчёт) |         |

| Англия: Меррик - Рамсей, Л.Смит - Б.Райт , Дж.Фроггатт, Дикинсон - Финни, Бентли, Лофтхаус, Р.Фроггатт, Эллиотт Бельгия: Богартс - Дирикс, ван Брандт - Меес, Карре, Мартенс - Лемберехтс, Ван дер Аувера, Мерманс , Коппенс, Стратманс |

#### 1953 Европа
Матч со сборной командой Европы был приурочен к 90-летию Футбольной ассоциации Англии. Нападение сборной Европы показало удивительно сыгранную игру и начисто переиграло оборону англичан. Только досадные ошибки в защите и неочевидный пенальти в самом конце матча, когда Златко Чайковски сбил в штрафной площади Стэна Мортенсена, позволили сборной Англии спасти матч.
| Англия                                              | 4:4     | Европа                                     |
| --------------------------------------------------- | ------- | ------------------------------------------ |
| - Мортенсен 7′ - Маллен 40′ 48′ - Рамсей 89′ (пен.) | (отчёт) | - Кубала 6′ (пен.) 63′ - Бониперти 15′ 38′ |

| Англия: Меррик - Рамсей, Экерсли - Б.Райт , Афтон, Дикинсон - Мэтьюз, Мортенсен, Лофтхаус, Куикхолл, Маллен Европа: В.Земан (46' Беара) - Наварро, Ханаппи - Зл.Чайковски, Посипаль, Оцвирк - Бониперти, Кубала, Г.Нордаль, Вукас, Зебец |

#### 1953 Венгрия

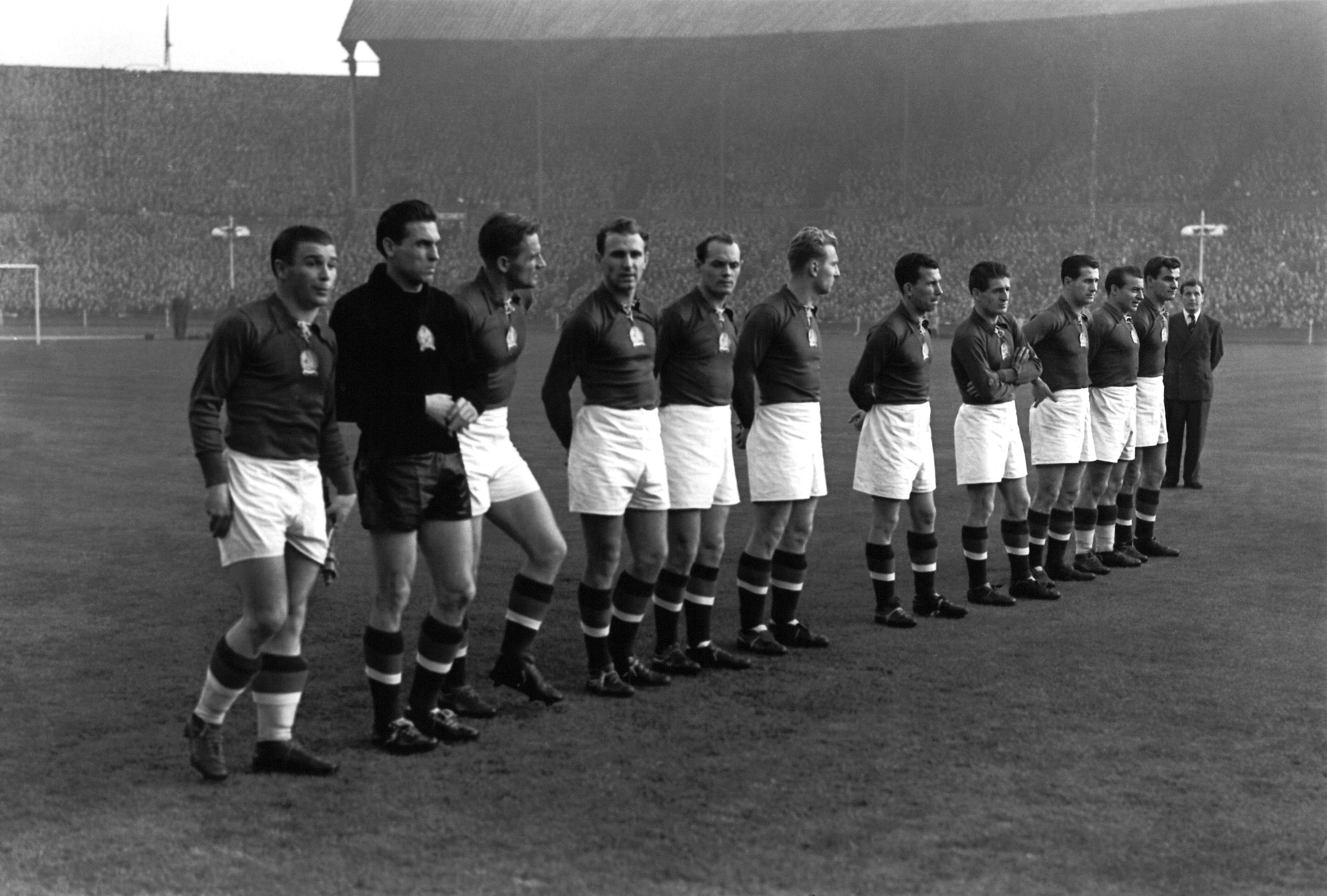
Араньчапат перед матчем с Англией на Уэмбли

День 25 ноября 1953 года стал, по выражению одной из английских газет, «днем смерти английского футбола». И дело даже не в самом поражении или в его счете, и не в том, что были повержены какие-то многолетние мнимые достижения; просто матч показал, что в мире существует футбол, на порядок превосходящий английский, и команды, для которых сборная Англии является всего лишь очередной весьма заурядной жертвой.
Англичанам хватило духу съездить в следующем году в Будапешт на матч-реванш — увы, вполне прогнозируемое поражение 1:7 стало крупнейшим в их футбольной истории.
Английский футбол сделал выводы и изменился навсегда — политика высокомерного изоляционизма была отброшена, и он стал активно интегрировался в мировое футбольное сообщество, что не замедлило принести результаты — не прошло и полутора десятков лет, как англичане стали одной из самых передовых наций в плане футбольного новаторства, что принесло заслуженное чемпионство в 1966 году.
| Англия                                           | 3:6     | Венгрия                                             |
| ------------------------------------------------ | ------- | --------------------------------------------------- |
| - Сьюэлл 15′ - Мортенсен 38′ - Рамсей 59′ (пен.) | (отчёт) | - 1′ 20′ 56′ Хидегкути - 24′ 27′ Пушкаш - 52′ Божик |

| Англия: Меррик - Рамсей, Экерсли - Б.Райт , Джонстон, Дикинсон - Мэтьюз, Э.Тейлор, Мортенсен, Сьюэлл, Робб Венгрия: Грошич (78' Геллер) - Бузански, Лорант, Лантош - Божик, Закариаш - Будаи, Кочиш, Хидегкути, Пушкаш , Цибор |

## Постистория

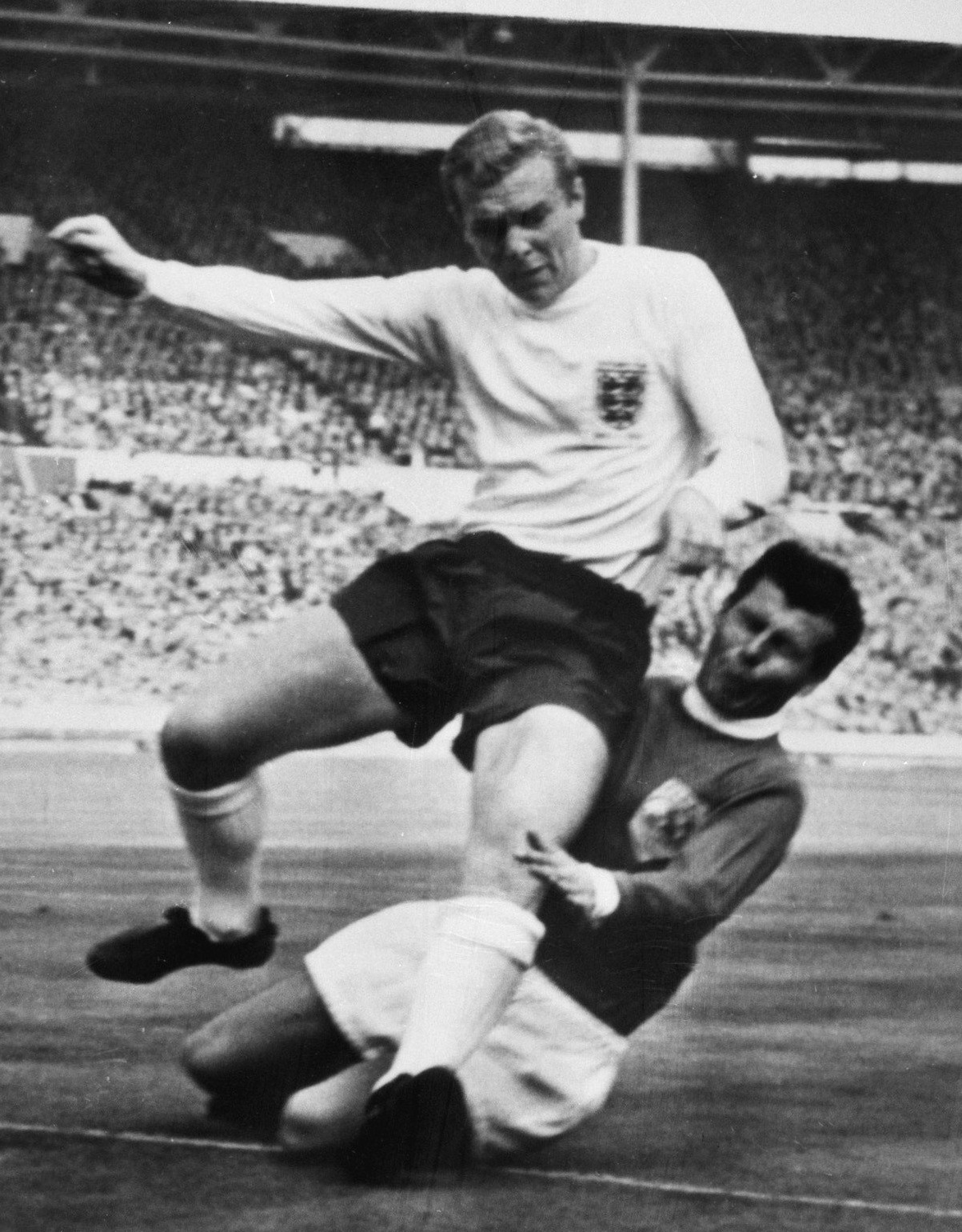
1963 Англия — сборная мира. Бобби Мур и Йозеф Масопуст

Футбольный мир высоко оценил эту победу сборной Венгрии — победа над не самым сильным соперником в формально товарищеском матче остается по сей день самой разрекламированной из 73 игр, проведенных «Араньчапат» за время ее существования. Это показывает, какое большое значение футбольный мир, десятилетиями ждавший победы над родоначальниками футбола на их поле, придавал преодолению этого своеобразного «заклятия».
И после поражения от сборной Венгрии англичане продолжали проводить традиционные матчи в конце осени — начале зимы с топ-сборными: в 1954 году на «Уэмбли» со счетом 3:1 был повержен чемпион мира — сборная Германии (ФРГ), в 1955 Испания (4:1), в 1956 — Бразилия (4:2) и Югославия (1:0) и т. д.; в частности, в одном из таких матчей 22 октября 1958 года была обыграна и сборная СССР (5:0 — самое крупное поражение в истории советской сборной). Однако теперь, после прекращения серии, эти матчи уже не имели прежнего эмоционального значения — сборная Англии оставалась серьезнейшим соперником, но теперь уж одним из многих.
Последним матчем из этой серии стал матч со сборной мира 23 октября 1963 года; в дальнейшем время матчей и соперники английской сборной стали определяться в большей степени соображениями спортивного календаря и подготовки сборной к крупным турнирам.